# Blohm & Voss BV 222 Wiking
Blohm & Voss BV 222 Wiking — німецький летючий човен періоду Другої світової війни, виробництва верфі «Blohm & Voss» GmbH. Всього було виготовлено 13 екземплярів, останній з яких не завершено. Перший політ здійснено 7 вересня 1940, уведений в експлуатацію наприкінці 1940, на озброєнні Люфтваффе перебував по 1945. Спроєктуваний як багатоцільовий важкий летючий човен для здійснення трансатлантичних комерційних перевезень, а як військовий літак — для транспортних перевезень та далекої морської розвідки.
BV 222 був найважчим літальним апаратом з тих, що на той час експлуатувалися, поступившись у 1944, збудованому в одному примірнику, велетенському летючому човну Blohm & Voss BV 238. «Вікінг», поряд з останнім, а також з Ju 390 та Me 323, входив до числа чотирьох типів шестимоторних літаків, побудованих у Третьому Рейху за роки Другої світової війни.

## Тактико-технічні дані BV 222°C

### Льотні характеристики
- Максимальна швидкість: 390 км/г на висоті 5000 м[1]
- Крейсерська швидкість: 343 км/г на висоті 5500 м
- Крейсерська швидкість біля поверхні води: 302 км/г
- Посадкова швидкість: км/г
- Практична стеля: 7300 м
- Швидкопідйомність: 2,4 м/с (144 м/хв)[4]
- Максимальне навантаження на крило: кг/м²
- Енергоозброєність: кг/к.с (кг/кВт)
- Максимальна дальність польоту: 6095 км
- Максимальний час перебування у польоті: 28 годин[5] при швидкості 243 км/г біля поверхні води

### Технічні характеристики
- Екіпаж: 11 чоловік[6]

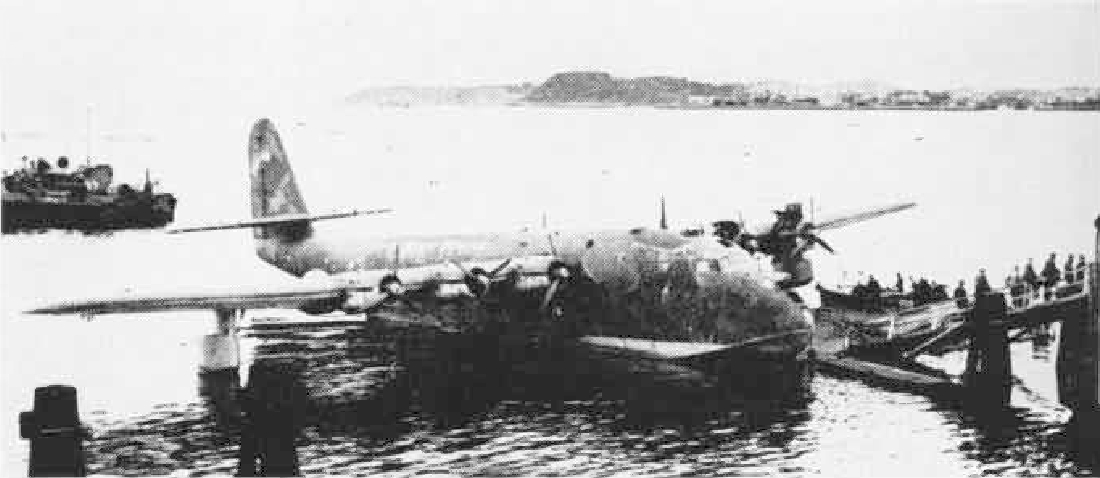
BV 222 на стоянці у Тронгеймі, Норвегія, під час випробувань ВМС США (1945 або 1946)

- Пасажиромісткість: 92 повністю екіпірованих вояків при повному спорядженні або 72 поранених[7]
- Довжина: 37 м[1]
- Висота максимальна: 10,90 м
- Розмах крил: 46 м[8]
- Площа крила: 247 м²
- Ширина найбільшого перерізу фюзеляжу: 3,05 м[6]
- Вага порожнього: 30 650 кг[1][5]
- Нормальна злітна вага: 46 000 кг[9]
- Максимальна злітна вага: 49 000 кг[1]
- Маса корисного навантаження: кг
- Двигуни: шість Jumo-207C (по три на кожному крилі)
- Максимальна сумарна потужність двигунів: 6×1000 к.с.(кВт)
- Об'єм палива: 17 220 літрів у шести ємностях[7][9] (для прототипів та серії «А» — 20 700 л)[6]
- Об'єм мастила: 1032 л[9] літрів у шести ємностях[6] (для прототипів та серії «А» — 996 л)[9]

## Історія створення та експлуатації

Ріхард Фогт — розробник літака

Літаючий човен створено конструкторами відділу повітряних суден «Гамбургер флюгцойбау» (авіаційний підрозділ «Blohm & Voss») головним інженером Ріхардом Фогтом (нім. Richard Vogt, 1894—1979) та Р. Шубертом (нім. R. Schubert). Після досліджень серії проєктів летючих човнів, включаючи двокорпусний «Проєкт-42» та однокорпусний «Проєкт-43», з шістьма двигунами кожен, Фогт зупинився на іншому проєкті трансатлантичного лайнера — «Проєкт-54», який 31 травня 1937 «Blohm & Voss» й запропонувала «Deutsche Lufthansa». Машина була трохи меншою за розміром, ніж найбільший, на той час, гідролітак у світі Дорньє Do-X. Човен повинен був виконувати рейси, зокрема, Берлін—Нью-Йорк та знаходитися у повітрі протягом 20 годин із 16 пасажирами на борту (спальні місця) або з 24 пасажирами, на більш коротких маршрутах. 19 вересня 1937 «Люфтганза» оголосила про вибір Ha 222 (в подальшому індекс «На» буде замінено на «Bv»), як найбільш перспективному, після чого надійшло замовлення на три літаки.
Роботи над першим з прототипів BV 222 почалися в січні 1938. З початком бойових дії у вересні 1939 частина фахівців була перекинута на програму BV 138, проте робота над трьома летючими човнами для «Люфтганзи» тривала. 16 липня 1940 комісія авіакомпанії провела інспекцію макета інтер'єру літака. Свій перший політ, тривалістю 20 хвилин, BV 222 V 1 (D-ANTE) здійснив 7 вересня 1940. Випробував машину головний льотчик-випробувач фірми фліг-капитан Гельмут Вааса Родіг (нім. Helmut Wasa Rodig).
З початком Другої світової війни Люфтваффе запропонувало здійснити польоти для перевезення вантажів і «Блом унд Фосс» погодилася модернізувати літак, вирізавши вантажні люки (2,3×2,1 м) і переробивши інтер'єр салону під прийом вантажу. Перші рейси виконано для постачання німецьких військ у Північний Європі. Згодом використовувався в ролі морського розвідника, а як транспортний, летючий човен експлуатувався до кінця війни.
Назву «Viking», отримав наприкінці 1941 прототип V 3.

### Виробництво
Перший літак — BV 222 V 1 закінчено наприкінці серпня 1940. Наступні BV 222 були закладені на початку 1941. Виготовлення малою серією розпочато наприкінці 1941 на заводі «Блом унд Фосс» в Фінкенвердері, під Гамбургом. До березня 1943 було завершено сім прототипів. Всього було збудовано 13 літаків, в тому числі прототипи V 1—V 8, проте літаки, починаючи з 04 по 08, були вже літаками А-серії, хоча й мали індекс V (Versuch). BV 222 V 7 був перероблений під дизелі та повинен був слугувати прототипом серії «C». Серійні варіанти було позначено від C-09 по C-13, останній з яких, до кінця війни не був завершений. С-13 повинен був отримати дизеля Jumo 207D потужністю 1500 к.с. на злеті та планувався як прототип для BV 222 D.
Випускалися дві модифікації: BV 222 A з моторами Bramo 323 R-2 «Fafnir» та BV 222& C з моторами Jumo 207C. Літаки серії «C» мали зменшений обсяг паливних баків, пороховий стартовий прискорювач, частину машин обладнали РЛС. Озброєння всіх літаків було різне.
Були закладені також, чотири перших машин серії D, що отримали позначення з С-14 по С-17, але після тривалої затримки Junkers так і не зміг поставити двигуни. Їх планувалося закінчити з Jumo 207C, проте Міністерство авіації вирішило припинити подальші роботи по дизельних двигунах Junkers через проблеми з їх обслуговуванням та паливом. Blohm & Voss пропонувала встановити чотири або шість BMW 801, відповідно до «Проєкту 97» від 1939 з шістьма BMW 801, або чотири BMW 801 за «Проєктом 98», але отримало відмову. Компанія повернулася до «Fafnier» 323R-2, а човни отримали позначення BV 222 E.
Після отримання Blohm & Voss вказівки перейти до впуску більш потрібних літаків, на початку 1944 «Вікінги» було знято з виробництва, а вже закладені відправлені на злам. Всього було виготовлено 13 екземплярів.

### Стисла історія «Вікінгів»
| V 1 № 222/365 1940—1943                                                          | D-ANTE [Архівовано 6 січня 2012 у Wayback Machine.] СС+EQ X4+AH | Люфтганза Люфтваффе транспортний          | Перший прототип. Будівництво почалася в січні 1938, закінчено наприкінці серпня 1940, перший політ здійснено 7 вересня 1940, тестування тривало до грудня 1940. Двигун Bramo 323 R-2 Fafnier. Єдиний з літаків, що перебував спочатку в лавах «Люфтганзи». Влітку 1941 був доопрацьований у військово-транспортний літак та здійснив перший політ до Норвегії 10 липня 1941; пізніше переведено до Середземноморського ТВД. У листопаді 1941 на V 1 встановлено оборонне озброєння — кулемет MG 81 в носі, MG 131 в передній і задній турелях і чотири MG 81 в бокових вікнах. Був втрачений після зіткнення з підводним буєм в гавані Пірей в середині лютого 1943 |
| V 2 № 222/366 1941—1946                                                          | СС+ER X4+AB                                                     | Люфтваффе транспортний морський розвідник | Двигун Bramo 323 R-2 Fafnier. Перший політ 7 серпня 1941. Дослідний зразок, перепрофільований у морський розвідник. 10 серпня 1942 був першим із Bv 222 направлений до складу Повітряного командування «Атлантик», для здійснення далекої розвідки в інтересах підводного флоту. Літак отримав повне оборонне озброєння. У 1944 брав участь у евакуації команди секретної метеорологічної станції. Захоплено військами США під час звільнення Норвегії. Після війни був затоплений британцями. Наразі, існують плани підняття човна |
| V 3 № 222/439 1941—1943                                                          | DM+SD X4+CH                                                     | Люфтваффе транспортний морський розвідник | Першим отримав позначення «Viking». Від початку виконаний в транспортному варіанті. Двигун Bramo 323 R-2 Fafnier. Перший політ 28 листопада 1941, надійшов в ескадрилью «See 222» 09 грудня 1941, в період між січнем—березнем 1942 здійснив 21 політ між Італією та Триполі. В ніч з 20 на 21 червня 1943 потоплено британськими винищувачами de Havilland Mosquito на базі поблизу Біскарросси у Біскайській затоці |
| A-0 V 4 № 222/000 0004 1942—1945                                                 | DM+CE Х4+DH                                                     | Люфтваффе транспортний морський розвідник | Прототипом серії А. Двигун Bramo 323 R-2 Fafnier. На озброєння Люфтваффе надійшов 20 квітня 1942. Дослідний зразок, перепрофільований у морський розвідник. Використовувався у складі ескадрильї повітряного сполучення «С», потім у складі ескадрильї See 222 на Середземному морі. 10 грудня 1942 був серйозно пошкоджений на шляху до Триполі, проте зумів дотягнути до кінцевої точки. Затоплений своїм екіпажем біля Flughafen Kiel (Аеропорт Кіля) |
| A-0 V 5 [Архівовано 6 січня 2012 у Wayback Machine.] № 222/000 0005 1942—1943    | Х4+EH                                                           | Люфтваффе транспортний морський розвідник | Дослідний зразок, перепрофільований у морський розвідник. Двигун Bramo 323 R-2 Fafnier. На озброєння Люфтваффе надійшов 7 липня 1942. Використовувався у складі ескадрильї повітряного сполучення «С», потім у складі ескадрильї See 222 на Середземному морі. Здійснював вантажні перевезення в Петсамо. В ніч з 20 на 21 червня 1943 потоплено британськими винищувачами de Havilland Mosquito на базі поблизу Біскарросси у Біскайській затоці |
| A-0 V 6 № 222/000 0006 1942—1942                                                 | Х4+FH                                                           | Люфтваффе транспортний морський розвідник | Двигун Bramo 323 R-2 Fafnier. На озброєння Люфтваффе надійшов 21 серпня 1942. Збито 24 листопада 1942 на південь від Пантеллерії британськими винищувачами на Середземному морі |
| A-0 V 7 [Архівовано 11 вересня 2013 у Wayback Machine.] № 222/031 0007 1943—1945 | TB+QL                                                           | Люфтваффе транспортний морський розвідник | Слугував прототипом для серійних літаків. Був оснащений дизельними двигунами Jumo-207C. Перший політ здійснив 1 квітня 1943, надійшов до Люфтваффе 16 серпня 1943. Затоплено своїм екіпажем в Травемюнді |
| A-0 V 8 № 222/000 0008 1942—1942                                                 | Х4+HH                                                           | Люфтваффе транспортний морський розвідник | V 8 — останній побудований літак модифікації BV 222 A. Двигун Bramo 323 R-2 Fafnier. На озброєння Люфтваффе передано восени 1942. Збито британськими винищувачами на Середземному морі на шляху до Триполі 10 грудня 1942 під час польоту з V 1 та V 4 |
| C-9 № 222/031 0009 1943—1945                                                     | TB+QM                                                           | Люфтваффе морський розвідник транспортний | Дизельний двигун Jumo-207C. Надійшов до складу ескадрильї «See 222» 23 липня 1943. Знищено винищувачами P-51 Mustang на базі у Травемюнді |
| C-10 № 222/031 0010 1943—1944                                                    | TB+QN                                                           | Люфтваффе транспортний морський розвідник | Дизельний двигун Jumo-207C. 8 лютого 1944 був збитий поблизу Біскаросси британськими нічними винищувачами |
| C-11 № 222/031 0051 1943—                                                        | TB+QO                                                           | Люфтваффе Транспортний морський розвідник | Дизельний двигун Jumo-207C. Захоплено американськими військами наприкінці Другої світової війни |
| C-12№ 222/031 0052 1943—1947                                                     | DL+TX VP501                                                     | Люфтваффе Транспортний морський розвідник | Дизельний двигун Jumo-207C. Готувався за дорученням особистого пілота Гітлера Ганса Баура для евакуації фюрера. Захоплено британськими військами. Використовувався Королівськими ВПС |
| C-13 № 222/031 0053 1943—                                                        | DL+TY                                                           | Люфтваффе                                 | Планувався як прототип запланованих літаків D-серії. Оснащений двигунами Jumo 205C, хоча повинен був отримати двигуни Jumo-207D потужністю 1500 к. с. на злеті. Недобудований, захоплено американськими військами наприкінці Другої світової війни |

## Участь у бойових діях

### Північна Європа
BV 222 V 1 (військовий бортовий номер СС+EQ) здійснив перший політ на користь Люфтваффе 10 липня 1941 з Гамбургу до норвезького Кіркенесу на Баренцевому морі. До 19 серпня було виконано сім польотів, подолано близько 30 000 км, доставлено 65 т вантажів та евакуйовано 221 пораненого. У 1943 V 5 здійснював вантажні перевезення в Петсамо.

### Середземноморський театр
10 вересня 1941 V 1 передислоковано до Середземноморського регіону у ескадрилью LTS See 222 із завданням постачання вантажів та військ для частин розгорнутих у Греції. Із жовтня 1941 почалося перевезення з Афін вантажів до Лівії, а з грудня — з Таранто та Бріндізі. Зворотними рейсами літаками евакуювалися поранені. Згодом човен довелося повернути на завод для очищення корпусу від морських жолудів. У період з 16 жовтня 1941 по 06 листопада 1941 V 1 здійснив 17 човникових польотів між Афінами і Дерною, перевізши 30 т вантажу і евакуювавши 515 поранених. V 4 (Х4+DH), V 5 (Х4+EH), V 6 (Х4+FH), V 8 (Х4+HH) надійшли до Люфтваффе між 20 квітня 1942 та 26 жовтня 1942. У 1942 V 4 та V 5 переведено в ескадрилью повітряного сполучення «С» пізніше до ескадрильї LTS See 222. Разом з двома з трьох перших літаків, човни були залучені з баз в Італії та Греції для підтримки військ Роммеля. Незважаючи на малу кількість присутніх на цьому ТВД BV 222, вони відіграли помітну роль з постачання Африканського корпусу. У 1942 літаки перевезли 1435 т вантажів, 17 778 військових та 2491 пораненого (при загальній чисельності Корпусу «Африка» на 1 липня 1942 — 55 000 чоловік).

### Битва за Атлантику
Із травня 1942 літаки почали застосовуватися як далекі розвідники й патрульні з французьких баз у Біскайський затоці, під час Битви за Атлантику. Ескадрилья отримала позначення 1.(F)/SAGr 129. З Біскаросси п'ять BV 222, взаємодіючи з підводними човнами, вели дальню розвідку над океаном аж до евакуації бази. У жовтні 1943 один з BV 222 був перехоплений і збитий патрульним «Авро Ланкастером». З погіршенням ситуації у війні BV 222, що залишилися, поступово переключалися на вирішення транспортних завдань. Ескадрилья 1.(F)/SAGr 129 була розформована в липні 1944.

### Евакуація команди метеорологічної станції
У липні 1944 року екіпаж другого прототипу (V 2) взяв участь у евакуації команди секретної метеорологічної станції розташованої за полярним колом на Землі Олександри (архіпелаг Земля Франца-Йосипа, в північно-західній частині Баренцева моря). Більша частина персоналу була важко хвора, отруївшись на трихінельоз, після використання в їжу м'яса ведмедя. Попервах виконання цього завдання поставили перед екіпажем літака Fw 200 (F8+RL з KG 40), а BV 222 призначено для забезпечення додаткової підтримки, проте, при посадці в складних умовах, шасі Фокке-Вульф було пошкоджено. Виникла потреба відправлення летючого човна із запасними частинами для ремонту «Кондору», та персоналу з медичним обладнанням, необхідним для транспортування хворих; з завданням екіпаж «Вікінга» впорався.

### Кінець війни
Станом на 20 січня 1944 у складі 5-го Повітряного флоту налічувалося 4 BV 222, а на 10 травня 1945 у штабному загоні 130-ї авіагрупи значилися: V 2 та C-12. C-11 та 13-й були захоплені американськими військами і відправлені до США, V 2 та C-12 дісталися англійцям й випробовувався у Великій Британії.

## Опис конструкції летючого човна
Корпус судна був двореданний, суцільнометалевої конструкції та мав дві палуби (рівня), нижня з яких була пасажирською, не рахуючи допоміжний простір під нижньою палубою. На V 2 після модернізації на заводі в Фінкенвердері та подальших екземплярах було встановлено п'ять додаткових реданів відразу за головним. Задній редан отримав додаткові площини у вигляді клину.
З боків фюзеляжу човна знаходилися розпашні дверцята вантажних люків (2,3×2,1 м) що відкривали доступ безпосередньо до нижньої палуби. У крилах були зроблені лази для доступу до двигунів під час польоту. Конструкція фюзеляжу, центроплану, консолей та крил суцільнометалева з обшивкою товщиною 3—5 мм з корозійностійкого матеріалу. Система управління була частково ручна, частково на сервоприводах.
Суцільнометалеве крило мало трубчастий лонжерон діаметром 1,5 м що розташовувався на 30 % хорди. Лонжерон ділився перегородками на шість 3450 л паливних баків. Запас палива на літаках серії «С» був скорочений. Кожен з лонжеронних баків вміщував 2870 л палива, замість 3450 л на прототипах та серії «A». Замість шести 86 л й одного 480 л маслобаків, на серії «С» були встановлені шість 172 літрових баків. Паливні баки заправлялися в певній послідовності, за «принципом розхитування» — баки № 1, 6, 2, 5, 3 й 4. Якщо не дотримуватися цієї послідовності, то була висока ймовірність перекидання літака.
Човен обладнано стабілізаційними поплавцями, що після злету, при прибиранні, протягом 20 сек поділялися на дві частини й укладалися до крил в різні сторони.

### Двигуни
Перші три літаки були оснащені шістьма радіальними BMW-Bramo 323 R-2 Fafnier[недоступне посилання з червня 2019], по 3 на кожному крилі, потужністю на злеті 1000 к. с./740 кВт кожний, 800 к. с. при наборі висоти й 640 к. с. в номіналі. У 1943 встановили дизелі Jumo-207 °C на четвертий А-0, під позначенням BV 222 V 7, а пізніше на інші літаки А і С-серій. C-13 був єдиний оснащений дизелем Jumo 205C. На другому та п'ятому двигунах (середні на крилі) були встановлені реверсивні гвинти, котрі полегшували маневрування гідролітака на воді.

### Озброєння
У листопаді 1941 на V 1 Blohm & Voss встановило оборонне озброєння, що складалося з кулемета MG 81 в носі, MG 131 в передній і задній турельних установках та чотири MG 81 в бокових вікнах.
На подальших екземплярах встановлювалося три 20 мм гармати MG 151 і п'ять 13-мм MG 131 кулеметів на турельних установках. На окремих версіях встановлювалися крилові турелі. Слід зазначити, що на різних версіях були встановлені не однакові комплекти озброєння.

### Радіо, навігаційне та інше обладнання
До складу обладнання включалося:
- Високочастотний пошуковий радіолокатор FuG 200 «Hohentwiel»[16]
- Радіостанція FuG 16Z, з можливістю визначення місця розташування
- Система радіолокаційного розпізнавання «Свій-чужий» FuG 25A
- Радіовисотомір FuG 101A
- Радіобуї FuG 302C «Schwan» («Лебідь») на бомботримачах ЕТС 501[9]
- Чотири ракетних прискорювачів для злету, що виходили на повну потужність через 10 сек після старту та працювали протягом 30 сек
- Автопілот

## Екіпаж
Екіпаж цивільної версії літака складався з двох пілотів, двох інженерів, штурмана і радиста. На військових серіях, зазвичай складався з 11—14 осіб — двох пілотів, двох інженерів, штурмана, радиста і п'яти або більше стрільців.

### Шестимоторні літаки Німеччині
- Blohm & Voss BV 238 — прототип летючого човна, важкий транспортний та морський патрульний
- Junkers Ju 390 — важкий транспортний, морський патрульний та дальній бомбардувальник
- Messerschmitt Me 323 Gigant — надважкий транспортний

### Відео
- В польоті V1 D-ANTE [Архівовано 8 червня 2014 у Wayback Machine.]

### Виноски
1. ↑  Dornier Do X перебував із 1932 в неробочому стані у Берліні, а два інших Do X — італійські «Менші брати» Do X 2 та Do X 3, на той час вже були списані[2]
2. ↑  Операція «Мисливець за скарбами» (нім. Wetterstation Schatzgräber), розпочата у 1941 з метою збору метеорологічних даних в інтересах Крігсмаріне. Збір здійснювався екіпажами невеликих суден, зазвичай траулерів, літаків та наземними метеостанціями, як з персоналом, так і автоматичних. Постачання та ротація персоналу здійснювалася надводними та підводними човнами та літаками. Останні фахівці зі станції були евакуйовані влітку 1945
3. ↑  Редан (фр. redan — присту́пок) — «сходинка» на днищі катерів, летючих човнів або поплавців гідролітака. Бувають поперечні або поздовжні. Слугують для скорочення змоченої поверхні. За рахунок відриву потоку води від днища, відповідно зменшують опір.